# Aat Broersen
Aat Broersen (Hoorn, 26 mei 1929 – Haarlem, 18 augustus 2022) was een Nederlandse organist, componist en schoolmusicus.

## Biografie

### Jeugd en Studie
Aat Broersen groeide op in een zeer muzikaal gezin en begon zijn muzikale leven al jong als hoge sopraan in het jongenskoor van zijn vader Paul Broersen in de toenmalige Heilig Hartkerk in Haarlem. Hij studeerde aan het conservatorium van Amsterdam orgel bij Albert de Klerk en tevens schoolmuziek.

### Loopbaan
In de Helig Hartkerk werd hij als 19-jarige de organist en volgde later zijn vader op als dirigent van het koor. Hij zou daar gedurende 45 jaar werkzaam zijn als kerkmusicus. Aansluitend was hij tot 2010 kerkmusicus in de Onze-Lieve-Vrouwe-Hemelvaartkerk in Heemstede, maar bleef zich daar nog lang ad hoc muzikaal inzetten. In de Onze Lieve-Vrouwe-Hemelvaartkerk leidde hij een koor van 40 zangers, waarmee hij een uitgebreid repertoire van Latijnse en Nederlandse composities uitvoerde. Ook eigen composities maakten daar deel van uit. 
Naast zijn kerkmuzikale loopbaan was hij als docent schoolmuziek verbonden aan het Coornhert Lyceum in Haarlem van begin jaren 60 tot 1998. Daar startte hij muziekavonden, waar het Coornhert fameus om werd. Hij stak veel werk in het maken van arrangementen zodat gevorderden én beginners mee konden doen aan diverse musicals. In 1967 heeft hij “Eeuwen vrouw” gecomponeerd voor en uitgevoerd op het Coornhert. Hoogtepunt daar was de uitvoering van de musical West-side story van Bernstein, waarbij hij de leerlingen zo enthousiast wist te krijgen, dat hij na afloop op de schouders de zaal rond werd gedragen.
Broersen heeft zich sterk gemaakt voor en was betrokken bij het introduceren van schoolmuziek als eindexamenvak en heeft diverse composities geschreven waarvan er een aantal te beluisteren zijn op orgelwerken.nl
Een laatste persoonlijk muzikaal hoogtepunt in 2022 voor hem was de uitvoering van zijn zetting van het Titus Brandsma-lied (1967) op 15 mei bij de heiligverklaring van Titus Brandsma niet alleen in de Hemelvaartkerk, maar ook in de Kerk der Friezen in Rome en in de kathedralen van Haarlem en Den Bosch.

### Onderscheidingen
Vanwege het feit dat hij 65 jaar werkzaam was als kerkmusicus werd Broersen in 2014 onderscheiden en ontving “het Ereteken met oorkonde voor bijzondere verdiensten ten aanzien van muziek in de liturgie”, de op één na hoogste onderscheiding van de Nederlandse Sint Gregorius Vereniging. Tevens ontving hij de onderscheiding Pro Ecclesia et Pontifice.

### Privé
Broersen was getrouwd met Léoni Broersen-Vissers, in 1990 wethouder van Haarlem. Zij hadden vier kinderen.

## Composities
Koorwerken Missen
- Sint-Josephmis (Latijn) - SATB-volk & orgel (1964)
- H. Hartmis (Latijn) - SATB & orgel (ook versie met orkest) (1989)
- Maria Mis (NL) - SATB & orgel (1996)
- Bernardmis (NL) - SATB & orgel (2005)

Koorwerken Motetten
- O Jezus als ik U aanschouw - SATB & orgel + evt hoorn (1967)
- Homo quidam - SATB (1961) - Uitg. W. Bergmans Tilburg
- Jesu nostra refectio - S & orgel (1963)
- Jubilate Deo - SATB & orgel (1962)
- O salutaris hostia - SATB (1963)
- Laudate Dominum - SATB & orgel + evt 1 of 2 trompetten (1974)
- Adoramus Te - SATB (1983)
- Ave Maria - SA & orgel (1992)
- Wees gegroet, Maria - SATB & orgel (1999) - Uitg. Harmonia/De Haske
- Jubilate Deo - SATB & orgel & trompet (2001)
- Onze Vader - SATB & orgel (2006) - Uitg. Moebiprint
- Haec Dies - SATB & orgel

Orgelwerk
- Fantasie met gebed - Orgel (2006)

Divers
- Eeuwen vrouw - Schoolproject (1967)